# Pianeta rosso
Pianeta rosso (Red Planet) è un film del 2000 diretto da Antony Hoffman.
Si tratta di un film di fantascienza riguardante la colonizzazione di Marte.

## Trama
Nell'anno 2057 la Terra è divenuta praticamente inabitabile a causa della sovrappopolazione e dell'inquinamento, che ha iniziato a causare seri problemi a partire dal 2025. Con l'intento di colonizzare Marte, negli ultimi anni sono state lanciate sul pianeta rosso delle sonde automatiche contenenti alghe geneticamente modificate per creare un'atmosfera respirabile dall'uomo, ma improvvisamente la percentuale di ossigeno ha cominciato a calare. Un gruppo di astronauti, (Robby Gallagher, Ted Santen, Quinn Burchenal, Chip Pettengill, Bud Chantilas e la comandante Kate Bowman), con un viaggio di circa sei mesi, viene inviato su Marte alla ricerca di indizi. L'equipaggio sarà coadiuvato da AMEE (Autonomous Mapping Exploration and Evasion), un robot progettato per missioni di tipo militare ma adattato, modificando il software, all'orientamento e alla navigazione sulla superficie del pianeta.
Entrato finalmente nell'orbita di Marte, mentre l'equipaggio si prepara alla discesa verso il pianeta, improvvisamente il veicolo spaziale Mars I viene colpito dal vento solare che provoca diversi focolai di incendio e nel giro di pochi minuti l'energia viene a mancare. Viene anticipato il lancio del modulo di atterraggio NED, ma la comandante Bowman è costretta a restare sull'astronave  per cercare di risolvere i guasti. Il NED sbaglia direzione e Santen, secondo pilota e diventato responsabile del gruppo, lo guida verso una scarpata. Dovendo perciò sganciare il modulo di propulsione, viene perso anche il robot AMEE. Vengono allora utilizzati i paracadute e gli airbag per cercare di attutire gli impatti.
Una volta atterrato, il gruppo esce dal modulo NED, ma Chantilas, rimasto gravemente ferito durante il violento atterraggio, si ferma sul luogo e muore poco dopo. I superstiti si dirigono verso una base habitat artificiale certi di potervi trovare cibo, acqua ed aria. Giunti sul posto, si accorgono che l'habitat è completamente distrutto e delle alghe portate sul pianeta non c'è alcuna traccia. Intanto, aspettando la morte per asfissia, sul bordo di un precipizio dove sono andati per ammirare il panorama, Pettengill e Santen litigano tra loro e quest'ultimo viene involontariamente spinto giù e muore. Poco dopo gli altri membri dell'equipaggio rimangono senza ossigeno, ma aprono la visiera del casco e inaspettatamente riescono a respirare. I tre rimasti decidono di sostare la notte vicino alle rovine dell'habitat e accendono un fuoco con ciò che ne rimane. Durante la nottata appare il robot AMEE, visibilmente incidentato (a causa dell'impatto è tornato a funzionare in modalità "militare"), quindi cercano di disabilitarne l'intelligenza artificiale per usarla al solo scopo della navigazione. AMEE interpreta tali intenzioni come una minaccia e si rivolta violentemente contro gli astronauti, spezza una costola a Burchenal e si allontana.
Per cercare di stabilire un collegamento con Bowman sulla nave orbitante, gli astronauti si dirigono verso il  rover dell'antica missione Mars Pathfinder per recuperare alcuni componenti e farne una radio. Dopo svariati tentativi riescono a contattare Bowman, la quale li indirizza verso il lontano luogo di atterraggio di una sonda russa, inviata per raccogliere campioni e la cui missione era fallita, per cercare di decollare e lasciare il pianeta. Durante il tragitto attraversano un'inattesa tempesta e viene loro comunicato che nel vano per i campioni della sonda russa possono entrare solo due persone. Pettengill, convinto di restare abbandonato su Marte, ruba la radio e scappa, ma viene intercettato e ucciso da AMEE. Gli altri due ne trovano il cadavere e recuperano la radio; mentre Burchenal armeggia con una piccola lancia termica per togliere il casco di Pettengill, improvvisamente, la salma è scossa da piccole esplosioni, come colpito da un'arma a ripetizione: sono causate da esseri simili a scarafaggi che erano penetrati nel suo corpo.
Durante il cammino notturno rinvengono moltissime alghe, che sono popolate dalle stranissime creature simili a scarafaggi che avevano ucciso Pettengill. Queste cibandosi delle alghe creano ossigeno, ma sono molto voraci e tentano di mangiare tutto ciò che incontrano, compresi gli esseri umani. A milioni circondano Burchenal il quale, non volendo fare la fine di Pettengill, accende una torcia a fiamma e la lascia cadere sulle creature: improvvisamente l'area viene circondata da un'enorme e breve vampata di fuoco alimentata dall'ossigeno presente, prodotto dalle creature. L'unico superstite, Gallagher, dopo essere giunto alla sonda russa, scopre tuttavia che il modulo non ha abbastanza energia elettrica per avviare la procedura di decollo; prepara allora una trappola con cui riesce a mettere fuori combattimento AMEE e sottrarre le sue batterie. Decollato, arriva nei pressi della nave orbitante Mars I: il comandante Bowman lo recupera quando è ormai privo di sensi a causa della mancanza di ossigeno e deve rianimarlo. Gallagher ha portato con sé un campione degli insetti marziani che viene analizzato e sequenziato, salvando così anche la missione. L'astronave può finalmente ripartire verso la Terra.